# San Bartolomeo al Mare
San Bartolomeo al Mare este o comună din regiunea Liguria, Italia.

## Demografie
San Bartolomeo al Mare - evoluția demografică

|  | Graficele sunt indisponibile din cauza unor probleme tehnice. Mai multe informații se găsesc la Phabricator și la wiki-ul MediaWiki. |

Date: Recensăminte sau birourile de statistică - grafică realizată de Wikipedia